# Aeropuerto de Broken Hill
El Aeropuerto de Broken Hill (IATA: BHQ, OACI: YBHI) es un aeropuerto ubicado a 2,5 millas náuticas (4,6 km) al sureste de Broken Hill, Nueva Gales del Sur, Australia, de la cual obtiene su nombre.
El aeropuerto es actualmente utilizado como base de operaciones de la sección surestre del RFDS que ha convertido al aeropuerto en una base de operaciones muy importante para sus servicios.
Es ampliamente utilizado por la industria minera.

## Aerolíneas y destinos
| Aerolíneas   | Destinos                                   |
| ------------ | ------------------------------------------ |
| QantasLink   | Sídney                                     |
| Rex Airlines | Adelaida, Dubbo, Griffith, Mildura, Sídney |

## Estadísticas
El aeropuerto de Broken Hill ocupa el puesto 51.º en Australia por número de pasajeros en el año financiero 2009-2010.